# Vetergang
De vetergang of sinusloop van voertuigen is het ten gevolge van storende krachten en koerscorrecties afwijken van de rechte lijn. Deze afwijking is in feite een laagfrequente zijdelingse slingerbeweging.

## De grootte van de afwijking
Voor de meeste voertuigen geldt dat hoe hoger de snelheid hoe groter de afwijking of uitslag van de vetergang is. Door het verslappen van de aandacht tijdens deelname aan het verkeer wordt de vetergang vergroot, bijvoorbeeld door het voeren van een gesprek, bedienen van apparatuur, enzovoorts.
Fietsers hebben juist vooral bij lage snelheid en opwaartse hellingen een grotere afwijking, omdat het dan moeilijker is om het evenwicht te bewaren. Ook de rijvaardigheid en de staat van het wegdek speelt bij fietsers een grotere rol.
Het spoorverkeer kent een veel minder sterke relatie tussen de snelheid en de uitslag van de vetergang. Zie Stuureffect van de spooras voor meer hierover.

## Wegontwerp
Vetergang is, naast een vreesmarge, een belangrijk gegeven voor het bepalen van de breedte van rijbanen en rijstroken. Dit geldt zowel voor autoverkeer als voor fietspaden.

## Verwijzingen
1. ↑  Vademecum fietsvoorzieningen[dode link] (pdf) Hoofdstuk 4. Geraadpleegd op 5 augustus 2019. “Met 'vetergang' wordt bedoeld de slingerende beweging die een fietser maakt, vooral bij lage rijsnelheid en opwaartse hellingen. De vetergang wordt mede beïnvloed door de rijvaardigheid van de fietser en de staat van het wegdek.”